# Луговое (Одесская область)
Луговое (укр. Лугове) — село, относится к Саратскому району Одесской области Украины.
Население по переписи 2001 года составляло 53 человека. Почтовый индекс — 68240. Телефонный код — 4848. Занимает площадь 0,25 км². Код КОАТУУ — 5124585203.

## Местный совет
68240, Одесская обл., Саратский р-н, с. Ройлянка, ул. Шевченка, 54а